# Ceiling-Effekt (Pharmakologie)
Als Ceiling-Effekt (Decken-, Sättigungseffekt) bezeichnet man in der Pharmakologie die Eigenschaft einiger Wirkstoffe, dass es trotz Dosissteigerung zu keiner Zunahme der Wirkungen kommt; das heißt, die Dosis-Wirkungs-Kurve erreicht ein Maximum, bevor der Maximaleffekt eines Wirkstoffs (Efficacy) erreicht wird. Nebenwirkungen, die nicht mit der einem Ceiling-Effekt unterliegenden Wirkung biochemisch in Verbindung stehen, können hingegen weiter zunehmen. Ceiling-Effekte können insbesondere bei Partialagonisten und allosterischen Modulatoren beobachtet werden. Der Ceiling-Effekt ist z. B. für das Opioid-Analgetikum Buprenorphin, einen Partialagonisten, beschrieben, wohingegen er bei anderen Opioiden wie Fentanyl nicht vorkommt.
Der Ceiling-Effekt darf nicht mit Toleranz oder Tachyphylaxie verwechselt werden, die nur bei regelmäßiger Gabe auftreten.